# Pyrgocyphosoma doriae
Pyrgocyphosoma doriae är en mångfotingart som först beskrevs av Filippo Silvestri 1898.  Pyrgocyphosoma doriae ingår i släktet Pyrgocyphosoma och familjen knöldubbelfotingar. Inga underarter finns listade i Catalogue of Life.